# Svetlana Tsys

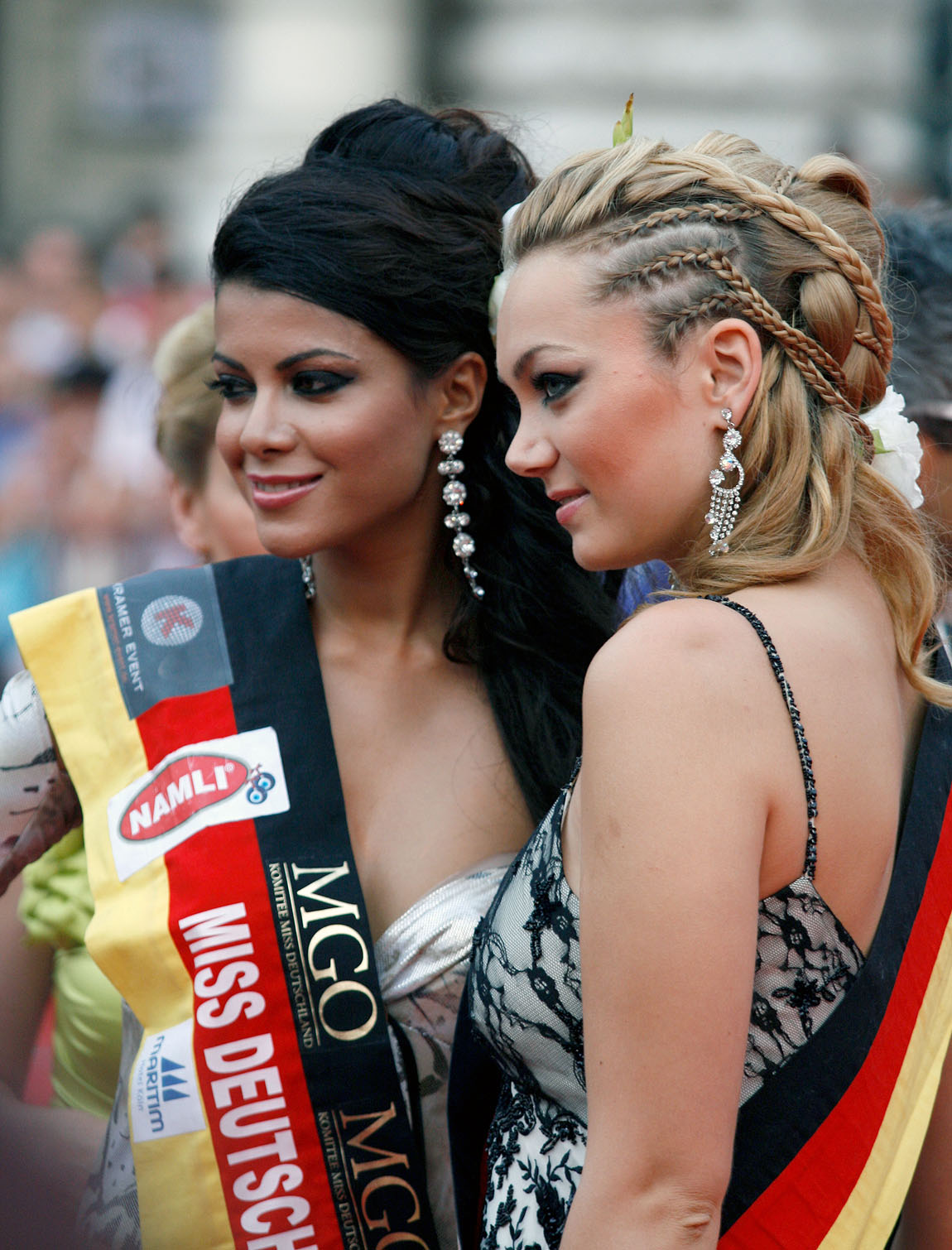
Svetlana Tsys (r.) mit Zallascht Sadat (Life Ball 2010)

Svetlana „Lana“ Tsys (* 1989 in Stawropol, Russische SFSR, Sowjetunion) ist ein deutsches Model.

## Leben
Svetlana Tsys emigrierte als Kleinkind mit ihrer deutsch-russischen Familie aus Kasachstan nach Berlin-Lichtenberg. Als Miss Ostdeutschland wurde sie am 26. Januar 2007 im ägyptischen Badeort Hurghada zur Miss Deutschland gekrönt. Bereits mit 14 Jahren wurde sie zur Miss Berlin gewählt, nachträglich jedoch disqualifiziert, da sie die zur Teilnahme erforderlichen 16 Lebensjahre noch nicht erreicht hatte.
Sie ist die erste Miss Deutschland, die im Ausland gekürt wurde. Dies war bisher nur bei den Miss-Germany-Wettbewerben 1970 sowie Anfang der 1980er-Jahre der Fall.